# Episodi di Castle (quarta stagione)
La quarta stagione della serie televisiva Castle (serie televisiva) è stata trasmessa sul canale statunitense ABC dal 19 settembre 2011 al 7 maggio 2012.
In Italia la prima parte della stagione (1-11) è stata trasmessa, in prima visione satellitare, su Fox Life dal 6 dicembre 2011 al 14 febbraio 2012. La seconda parte (12-23), è stata trasmessa dall'8 maggio al 17 luglio sempre su Fox Life. In chiaro è stata trasmessa su Rai 2 dall'8 settembre 2012 al 9 febbraio 2013.
| nº | Titolo originale            | Titolo italiano                 | Prima TV USA      | Prima TV Italia  |
| -- | --------------------------- | ------------------------------- | ----------------- | ---------------- |
| 1  | Rise                        | Di nuovo amici                  | 19 settembre 2011 | 6 dicembre 2011  |
| 2  | Heroes & Villains           | Paladini della giustizia        | 26 settembre 2011 | 13 dicembre 2011 |
| 3  | Head Case                   | Perdere la testa                | 3 ottobre 2011    | 20 dicembre 2011 |
| 4  | Kick the Ballistics         | La pistola di Ryan              | 10 ottobre 2011   | 3 gennaio 2012   |
| 5  | Eye of the Beholder         | Il pugno del capitalismo        | 17 ottobre 2011   | 10 gennaio 2012  |
| 6  | Demons                      | Demoni                          | 24 ottobre 2011   | 17 gennaio 2012  |
| 7  | Cops & Robbers              | Guardie e ladri                 | 31 ottobre 2011   | 24 gennaio 2012  |
| 8  | Heartbreak Hotel            | Per dieci milioni di dollari    | 7 novembre 2011   | 31 gennaio 2012  |
| 9  | Kill Shot                   | Il cecchino                     | 21 novembre 2011  | 7 febbraio 2012  |
| 10 | Cuffed                      | Ammanettati                     | 5 dicembre 2011   | 14 febbraio 2012 |
| 11 | Till Death Do Us Part       | L'arte della seduzione          | 9 gennaio 2012    | 14 febbraio 2012 |
| 12 | Dial M for Mayor            | Sindaco sotto scacco            | 16 gennaio 2012   | 8 maggio 2012    |
| 13 | An Embarrassment of Bitches | Cani di un'esposizione          | 23 gennaio 2012   | 15 maggio 2012   |
| 14 | The Blue Butterfly          | La farfalla blu                 | 6 febbraio 2012   | 22 maggio 2012   |
| 15 | Pandora (1)                 | Il progetto Pandora (1)         | 13 febbraio 2012  | 29 maggio 2012   |
| 16 | Linchpin (2)                | La chiave di volta (2)          | 20 febbraio 2012  | 5 giugno 2012    |
| 17 | Once Upon A Crime           | C'era una volta...              | 27 febbraio 2012  | 12 giugno 2012   |
| 18 | A Dance with Death          | Una vita rubata                 | 19 marzo 2012     | 19 giugno 2012   |
| 19 | 47 Seconds                  | 47 secondi                      | 26 marzo 2012     | 26 giugno 2012   |
| 20 | The Limey                   | L'inglese                       | 2 aprile 2012     | 3 luglio 2012    |
| 21 | Headhunters                 | Una nuova musa?                 | 16 aprile 2012    | 10 luglio 2012   |
| 22 | Undead Again                | La notte degli zombie ambulanti | 30 aprile 2012    | 17 luglio 2012   |
| 23 | Always                      | Sempre                          | 7 maggio 2012     | 17 luglio 2012   |

## Di nuovo amici
- Titolo originale: Rise
- Diretto da: Rob Bowman
- Scritto da: Andrew W. Marlowe

### Trama
Kate viene portata in ospedale e deve essere operata d'urgenza. Il fidanzato di Beckett, che è stato il primo a soccorrerla, si scaglia contro Castle attribuendogli la colpa dell'accaduto. Kate si riprende e Castle va a trovarla, lei gli dice che non ricorda niente di quel giorno, che ha bisogno di tempo e che sarà lei a farsi sentire. Dopo tre mesi Kate torna al lavoro e scopre da Ryan ed Esposito che il nuovo capitano del distretto è una donna tosta che ha sbattuto fuori Castle e che ha archiviato l'indagine sul cecchino di Kate perché non c'era più alcuna pista. I due ragazzi le dicono che a Castle era venuta in mente un'idea, ma che avrebbe dovuto essere lei a cercarlo e parlare con lui. Lei allora si presenta in una biblioteca dove lui sta autografando il suo libro. Castle è arrabbiato, ma l'ascolta e decide di aiutarla. I due allora si fanno riammettere dal capitano (lei non aveva ancora riavuto la pistola). Ancora una volta il caso della madre di Kate porta a un vicolo cieco e Castle una sera a casa sua riceve una telefonata. Quest'uomo gli assicura che Kate non è più in pericolo di vita, ma deve smetterla di indagare o lui non potrà fare niente al riguardo. Castle riesce a convincerla. Kate a colloquio con lo psicanalista gli confessa che si è sempre ricordata di tutto e quindi anche del fatto che Castle le ha confessato il suo amore.
- Guest star: Geoff Pierson
- Ascolti Stati Uniti d'America: 13 280 000 spettatori[2]

## Paladini della giustizia
- Titolo originale: Heroes & Villains
- Diretto da: Jeff Bleckner
- Scritto da: David Amann

### Trama
Castle e Beckett investigano sull'omicidio in un vicolo di un ex detenuto e credono che l'assassino sia un vigilante mascherato da supereroe. Il caso si complica quando scoprono che c'è più di una persona vestita come gli eroi dei fumetti.
Il supereroe in questione sembra essere Deadpool, l'eroe dei fumetti Marvel.
- Ascolti Stati Uniti d'America: 11 670 000 spettatori[3]

## Perdere la testa
- Titolo originale: Head Case
- Diretto da: Holly Dale
- Scritto da: David Grae

### Trama
Castle e Beckett vengono chiamati sul luogo del delitto, ma si scontrano subito con la prima difficoltà: il corpo, è stato portato via da un furgone e resta solo una lunga scia di sangue. Inoltre è stata rubata una valigia porta documenti. Le indagini proseguono fino alla scoperta del luogo dove è stato portato il cadavere: un magazzino di un'impresa di criogenia. Questa scoperta permette di risalire all'identità dell'uomo ucciso, uno scienziato che stava studiando delle metodologie per allungare la vita, e porta al primo sospettato, un produttore di film hard. Tutto porta a pensare che sia lui l'omicida, ma gli esami della balistica sulla sua pistola lo escludono. Le indagini proseguono in alto mare finché la coppia non imbocca la strada giusta e si chiuderanno in una maniera del tutto inaspettata.
- Ascolti Stati Uniti d'America: 11 180 000 spettatori[4]

## La pistola di Ryan
- Titolo originale: Kick the Ballistics
- Diretto da: Rob Bowman
- Scritto da: Moira Kirland

### Trama
Castle e Beckett investigano sull'omicidio di una giovane donna, commesso usando la vecchia pistola del detective Ryan la quale, come si evince da un suo ricordo, gli era stata rubata dal triplo omicida. Dai tabulati telefonici della vittime si scopre che la donna era in contatto con Seth Carver, un detective della narcotici sotto copertura. Durante l'indagine, sfruttando le informazioni e i ricordi del poliziotto, Castle riesce a trovare un collegamento nel caso che li porta a Philip Lee, uno dei figli di Clifford Lee, un noto boss della droga cinese. Ryan prende molto a cuore il caso.
- Ascolti Stati Uniti d'America: 10 230 000 spettatori[5]

## Il pugno del capitalismo
- Titolo originale: Eye of the Beholder
- Diretto da: John Terlesky
- Scritto da: Shalisha Francis

### Trama
Una statua di grande valore viene rubata da un museo e il direttore viene ucciso durante il furto. Castle e Beckett indagano con l'aiuto di un'avvenente investigatrice privata che lavora per la compagnia di assicurazioni, la quale durante le indagini si scopre essere una ex ladra e dunque diventa la prima sospettata. La ragazza, molto preparata, riesce a scagionarsi indicando il presunto ladro da alcuni video della sorveglianza precedentemente sottratti alla polizia, inoltre in qualità di ex ladra riesce a farlo parlare in merito al colpevole, che puntualmente viene scoperto da Castle dopo che ritrova la statua rubata dentro un'opera più grande ma di scarso valore. La storia ha anche dei risvolti sentimentali tra Castle e l'investigatrice privata; Beckett, infastidita, non tarda a fare comprendere all'intrusa di essere di troppo.
- Ascolti Stati Uniti d'America: 11 230 000 spettatori[6]

## Demoni
- Titolo originale: Demons
- Diretto da: Bill Roe
- Scritto da: Rob Hanning

### Trama
Un indagatore del mistero, Jack Sinclair, viene ucciso all'interno di un'abitazione disabitata da vent'anni perché ritenuta infestata dagli spiriti. Castle ritiene che sia possibile che sia stato effettivamente un fantasma a uccidere il cacciatore di spiriti, ma Beckett è molto più scettica. Le indagini sembrano dare credito all'idea di Castle perché la storia della casa è piena di vecchi omicidi, ben otto, e i primi sospetti hanno degli alibi inoppugnabili ma proprio queste indagini portano alla scoperta di un importante indizio: la vittima era stata testimone dell'ultimo omicidio avvenuto in quella casa. I sospetti ricadono quindi sul marito della vittima, ma la scoperta di una stanza segreta porta la squadra sulla giusta pista.
- Ascolti Stati Uniti d'America: 10 810 000 spettatori[7]

## Guardie e ladri
- Titolo originale: Cops & Robbers
- Diretto da: Bryan Spicer
- Scritto da: Terence Paul Winter

### Trama
Castle e sua madre rimangono loro malgrado coinvolti in una rapina in banca. Le cose si complicano quando lo scrittore scopre che i rapinatori non sono interessati ai soldi ma a una precisa cassetta di sicurezza.
Quando la proprietaria della cassetta, un'anziana signora, viene ritrovata cadavere con chiari segni di strangolamento e, in seguito alla perquisizione, viene anche rinvenuta una microspia, il mistero si infittisce sempre di più.
Il mistero diventa ancora più intricato quando gli assalitori, che non sono dei veri rapinatori ma dei mercenari, muoiono nell'esplosione che doveva aprirgli una via di fuga.
La vicenda si risolverà quando si scoprirà cosa c'era dentro la cassetta e chi c'era dietro la rapina.
- Ascolti Stati Uniti d'America: 12 580 000 spettatori[8]

## Per dieci milioni di dollari
- Titolo originale: Heartbreak Hotel
- Diretto da: Bill Roe
- Scritto da: Elizabeth Davis

### Trama
L'omicidio del comproprietario di un noto casinò dà la possibilità, oltre a indagare sul caso, a Castle, Esposito e a Ryan di festeggiare l'addio al celibato di quest'ultimo ad Atlantic City. Dalle prime indagini risulta che la vittima era andata a New York per acquistare la metà di un condominio dall'ex moglie, ma ella dichiara di non saperne il motivo. L'autista, inizialmente sospettato, nega di averlo ucciso, ammettendo di averlo portato solo sul luogo del delitto. Intanto Beckett scopre che la vittima ha trasferito tutti i soldi del suo casinò dal conto della società a uno offshore; i sospetti quindi cadono sul comproprietario.
La scoperta che chi ha trasferito i soldi non è la vittima ma una assistente, che in seguito verrà rapita, è che ella ha un collegamento con quel condominio rendono ancora più intricata la faccenda.
A complicare ulteriormente la situazione è la "cacciata" dei due detective e dello scrittore dal casinò; sarà proprio il tentativo di Castle di rientrare per parlare con il fidanzato dell'assistente a mettere le indagini sul giusto binario.
Intanto Alexis cerca di riprendersi dopo avere rotto con il fidanzato, ma la cosa le sfugge di mano.
- Ascolti Stati Uniti d'America: 11 070 000 spettatori[9]

## Il cecchino
- Titolo originale: Kill Shot
- Diretto da: David M. Barrett
- Scritto da: Alexi Hawley

### Trama
L'indagine su un cecchino solitario sconvolge Beckett, riportandole alla mente i momenti dell'attentato da lei subito, portandola a degli attacchi di panico e facendo sì che non riesca a concentrarsi sul caso. Lo psicologo le consiglia di non continuare con l'indagine, ma lei non intende ascoltarlo. La squadra, insieme a Castle, scopre degli indizi importanti che portano le indagini in un poligono gestito da un ex cecchino, che inizialmente viene considerato l'assassino.
Il caso sta sconvolgendo sempre più Beckett, che vive incubi molto frequenti. Castle, con l'aiuto della figlia, scopre che i pupazzetti di cartone che vengono lasciati dal cecchino nei luoghi da cui spara sono indicazioni per indicare il luogo del successivo attentato. Esposito, che nel passato è stato vittima di un attentato, aiuta Beckett a superare le sue paure, mettendola di fronte alla realtà. Quando la detective, dopo avere parlato con Esposito, cerca di immedesimarsi nel cecchino e si reca sul posto dell'ultimo attentato, intuisce che il cecchino ha un problema fisico, un arto artificiale. L'indagine viene così finalmente indirizzata verso il giusto sospettato.
- Ascolti Stati Uniti d'America: 10 850 000 spettatori[10]

## Ammanettati
- Titolo originale: Cuffed
- Diretto da: John Terlesky
- Scritto da: Terri Miller e Andrew W. Marlowe

### Trama
Castle e Beckett si risvegliano ammanettati e imprigionati in uno scantinato. Cercano quindi di ricostruire l'indagine condotta sino a quel momento su un omicidio in un motel che li aveva portati a scoprire una donna apparentemente tenuta prigioniera in una gabbia. Nel frattempo Ryan, Esposito e il capitano Gates indagano, con l'aiuto di un agente della narcotici, sulla sparizione dei due protagonisti. Essi intanto pensano di non essere gli unici prigionieri, ma avranno un incontro decisamente inaspettato prima di essere salvati dai loro colleghi, scoprendo di essere prigionieri di un gruppo di trafficanti di animali.
La relazione fra Castle e Beckett sembra fare un piccolo salto in avanti, pur grazie a uno dei soliti scambi di battute fra i due.
- Ascolti Stati Uniti d'America: 8 120 000 spettatori[11]

## L'arte della seduzione
- Titolo originale: Till Death Do Us Part
- Diretto da: Jeff Bleckner
- Scritto da: David Grae

### Trama
Un uomo cade già morto da una finestra dell'ottavo piano di un hotel. Si rivelerà essere un dipendente di una grande azienda, specializzato in acquisizioni societarie, con un debole per le donne, tanto da tenere un registro delle passate conquiste. Indagando sull'omicidio e sul passato da casanova della vittima Castle e Beckett fanno una scoperta scioccante che sembrerebbe potere interferire con le imminenti nozze di Ryan, che nonostante tutto andranno a buon fine. Nell'occasione Beckett invita Castle ad accompagnarla al matrimonio di Ryan.
- Ascolti Stati Uniti d'America: 9 760 000 spettatori[12]

## Sindaco sotto scacco
- Titolo originale: Dial M for Mayor
- Diretto da: Kate Woods
- Scritto da: Christine Boylan

### Trama
Una donna viene trovata morta in un'auto della flotta del municipio. Tutti i sospetti sembrano indirizzarsi sul sindaco, grande amico di Castle e intenzionato a candidarsi alle nuove elezioni per diventare governatore, sul quale sembra che la vittima stesse indagando. Castle crede fermamente all'innocenza del sindaco, venendo però accusato da Beckett e dal capitano Gates di essere di parte e, di conseguenza, parzialmente escluso dalle indagini. Beckett, però, è anche impaurita del fatto che, se il sindaco fosse effettivamente colpevole e la sua carriera politica finisse, la Gates non permetterebbe più a Castle di seguire le indagini della squadra. A questo punto Castle riceve una telefonata dall'uomo misterioso che sta proteggendo Beckett e ottiene delle informazioni utili alla risoluzione del caso. Viene quindi scoperto un complotto ordito nei confronti del sindaco, senza però riuscire a risalire al vero mandante dell'omicidio.
- Guest star: Derek Webster, Geoff Pierson
- Ascolti Stati Uniti d'America: 9 410 000 spettatori[13]

## Cani di un'esposizione
- Titolo originale: An Embarrassment of Bitches
- Diretto da: Tom Wright
- Scritto da: Rob Hanning

### Trama
L'indagine sulla morte di un famoso addestratore di cani porta verso la star di reality televisivo Kay Cappuccio (Hilarie Burton). Dopo un'attenta indagine si scoprirà che qualcuno di molto vicino a Kay avrà avuto il movente per compiere il gesto. Castle e Beckett alla fine si contendono il cane della vittima, Royal. Esposito ha un incidente.
- Guest star: Hilarie Burton
- Ascolti Stati Uniti d'America: 10 050 000 spettatori[14]

## La Farfalla Blu
- Titolo originale: The Blue Butterfly
- Diretto da: Chuck Bowman
- Scritto da: Terence Paul Winter

### Trama
Il cadavere di un uomo viene ritrovato all'interno di un bar abbandonato, che era stato uno dei luoghi di ritrovo principali della New York degli anni '40. Castle tenta di risolvere il caso con un diario scritto nel 1947 da un investigatore privato; ogni volta che ne legge una pagina viene catapultato indietro nel tempo, nei panni del protagonista del diario, con una Beckett in versione Femme Fatale. Tutti i personaggi di oggi diventano anche personaggi della storia, fatta di gangster, donne e di una misteriosa Farfalla Blu, che sarà il fil rouge che collega l'omicidio di oggi con due omicidi avvenuti proprio nei giorni in cui veniva scritto il diario.
- Guest star: Mark Pellegrino
- Ascolti Stati Uniti d'America: 8 700 000 spettatori[15]

## Il progetto Pandora (1)
- Titolo originale: Pandora (1)
- Diretto da: Bryan Spicer
- Scritto da: David Amann

### Trama
Un uomo viene gettato in strada da una finestra di un appartamento dopo una colluttazione. Il colpevole, Thomas Gage, viene arrestato velocemente, ma riesce a scappare dal dodicesimo distretto rubando una divisa da poliziotto in un armadietto. Intanto il cadavere della vittima viene rubato dall'obitorio, senza che Lanie e Alexis - che nel frattempo ha cominciato uno stage come assistente di Medicina Legale - se ne accorgano. Dopo le prime indagini Castle e Beckett si recano a casa di un'altra persona che potrebbe essere coinvolta nel caso, ma quando giungono a destinazione la trovano già senza vita. È qui che entrambi vengono rapiti e condotti in un centro segreto della CIA, dove scoprono che il killer che stanno cercando - ex agente della stessa agenzia - fa parte di una cospirazione internazionale, che porta a Nelson Blakely, brillante matematico e consulente per i servizi segreti, che si riteneva essere morto da anni. Castle e Beckett, che non possono parlare del caso con i loro colleghi del dodicesimo distretto, riescono a rintracciare Blakely, che inizia a raccontare delle sue ricerche, le quali avrebbero evidenziato un preciso evento che potrebbe portare al collasso del sistema socio-politico americano. Blakely si fa accompagnare a un molo del porto ma, appena sceso dall'auto di Beckett, viene ucciso. Un SUV tampona quindi l'auto con a bordo i due protagonisti spingendola nell'Hudson. Durante le indagini al fianco della CIA Castle ritrova Sophia Turner, spia che aveva seguito nei suoi primi passi da scrittore e con cui aveva avuto una breve relazione, suscitando invidia da parte di una Beckett che sempre più si rende conto dei suoi sentimenti per lo scrittore.
- Guest star: Jennifer Beals
- Ascolti Stati Uniti d'America: 8 860 000 spettatori.

## La chiave di volta(2)
- Titolo originale: Linchpin (2)
- Diretto da: Rob Bowman
- Scritto da: Andrew W. Marlowe

### Trama
Castle riesce a recuperare la pistola di Beckett da sotto il sedile mentre l'auto si sta inabissando. I due protagonisti si salvano, ma vengono esclusi dalle indagini della CIA da Sophia Turner, arrabbiata poiché non previamente informata da Castle e Beckett sugli sviluppi dell'indagine su Blakely. Tuttavia Turner si presenta a casa di Castle la sera stessa, spiegando di aver dovuto fingere di escluderli dall'indagine e rivelando delle nuove prove. Castle e Beckett si recano quindi a casa di Blakely, trovando una stanza piena di elementi dell'indagine che il matematico stava portando avanti. Scoprono la foto di una bambina, considerata l'elemento scatenante dello shock socio-economico predetto da Blakely. Proprio in questo momento compare Gage, che salva i due protagonisti da un attacco all'interno dell'appartamento e, dopo la fuga, li convince della sua innocenza e della presenza di una talpa all'interno della CIA. Castle, Beckett e Gage vengono però catturati dalla CIA, ma proprio negli uffici dell'agenzia di spionaggio Gage viene misteriosamente ucciso. È dunque evidente la presenza di una talpa. Nel frattempo viene identificata - grazie all'aiuto di Castle - la bambina della foto: è la figlia di un diplomatico cinese in visita a New York. Un agente della CIA viene identificato come il colpevole, ma riesce a fuggire. Castle, Beckett e Turner si recano all'hotel dove il diplomatico - in compagnia della figlia - dovrà soggiornare. Sarà qui, però, che Castle e Beckett saranno testimoni di un colpo di scena inaspettato.
- Guest star: Jennifer Beals
- Ascolti Stati Uniti d'America: 9 730 000 spettatori[16]

## C'era una volta
- Titolo originale: Once Upon A Crime
- Diretto da: Jeff Bleckner
- Scritto da: Kate Sargeant

### Trama
Due giovani donne, amiche dal liceo, vengono trovate uccise a Central Park con i costumi di due delle protagoniste delle favole: Cappuccetto Rosso e Biancaneve. Ma durante le indagini viene scoperta una terza possibile vittima con indosso il costume della Bella Addormentata. La squadra scoprirà che le tre ragazze erano rimaste coinvolte in un incidente sette anni prima, nel quale un loro amico era rimasto ucciso. L'omicidio delle due ragazze e il tentato omicidio della terza sono legati anche da un ricatto, per il quale esse avevano dovuto pagare tutte la medesima cifra, corrispondente alla data riportata su una foto di sette anni prima - foto che sarà fondamentale nella risoluzione del caso. Sarà però Castle a intuire che ricattatore e killer non sono la stessa persona.
- Ascolti Stati Uniti d'America: 9 100 000 spettatori[17]
- Guest Star: Meghan Markle (La Bella Addormentata Charlotte Boyd)

## Una vita rubata
- Titolo originale: A Dance with Death
- Diretto da: Kevin Hooks
- Scritto da: Moira Kirkland

### Trama
Castle e Beckett indagano sull'omicidio di una star, avvenuto pochi istanti prima della sua comparsa sul palco di un popolare programma di danza. Nelle indagini scoprono lentamente il turbolento passato della vittima e si ritrovano in un caso di scambio di persone, tra la vittima e una donna a lei identica.
- Ascolti Stati Uniti d'America: 11 520 000 spettatori[18]

## 47 Secondi
- Titolo originale: 47 Seconds
- Diretto da: Paul Holahan
- Scritto da: Shalisha Francis

### Trama
Durante una manifestazione contro Wall Street scoppia una bomba che provoca la morte di cinque persone. L'unica testimonianza è una foto scattata 47 secondi prima dello scoppio da un cellulare. Gates ottiene da un "amico degli affari interni" la traccia dei GPS dei cellulari accesi e quindi i movimenti. Dopo diverse catture inutili e false piste, finalmente l'insospettabile colpevole sarà punito. Castle scopre che Beckett aveva mentito riguardo al giorno del suo tentato omicidio, fingendo di non ricordare ciò che le aveva confessato. Castle, sconsolato, inizia a pensare di non potere riuscire in alcun modo a fare breccia nel cuore della detective, meditando di porre fine anche alla loro collaborazione professionale.
- Guest star: Kate Siegel (Nadia)
- Ascolti Stati Uniti d'America: 11 870 000 spettatori[19]

## L'inglese
- Titolo originale: The Limey
- Diretto da: Bill Roe
- Scritto da: Elizabeth Davis

### Trama
Castle e Beckett indagano sulla morte di una giovane modella. Sul nascere delle indagini trovano sulla loro strada un detective ispettore di nome Colin Hunt (Brett Tucker) di Scotland Yard, che li aiuterà a risolvere il caso, sul quale aveva già iniziato a investigare, essendo amico e tutore della vittima. Una foto e un codice lasciati dalla modella come indizio porteranno a un ambasciatore inglese e a un misterioso pacco aereo del consolato inglese all'Aeroporto internazionale John F. Kennedy, pronto per essere spedito in Africa. Beckett finalmente ammette i propri sentimenti riguardo Castle a Lanie, che le consiglia di muoversi prima che sia troppo tardi.
- Guest star: Brett Tucker
- Ascolti Stati Uniti d'America: 11 690 000 spettatori[20]

## Una nuova musa?
- Titolo originale: Headhunters
- Diretto da: John Terlesky
- Scritto da: Alexi Hawley

### Trama
Un giovane punk di strada di nome Glitch viene colpito a morte in un vicolo. Sulla scena del crimine vengono trovate tre teste in un borsone. Ethan Slaughter è il poliziotto della omicidi che segue il caso ed è l'esatto contrario di Beckett. Questo non ferma Castle nel credere che l'uomo potrebbe essere una nuova musa maschile. Ecco perché fa squadra con Slaughter, approfittando dell'assenza del suo partner. Ancora una volta Beckett si rende conto che Castle si sta allontanando.
- Guest star: Adam Baldwin (Ethan Slaughter)
- Ascolti Stati Uniti d'America: 11 231 000 spettatori[21]

## La notte degli zombie ambulanti
- Titolo originale: Undead Again
- Diretto da: Bill Roe
- Scritto da: Christine Boylan

### Trama
Il testimone di un omicidio afferma che lui e la vittima sono stati attaccati da uno zombie. Proprio quando Castle vorrebbe lasciare il distretto e i casi con Beckett lei afferma che "il suo muro" sta per cedere.
- Ascolti Stati Uniti d'America: 11 080 000 spettatori[22]

## Sempre
- Titolo originale: Always
- Diretto da: Rob Bowman
- Scritto da: Terri Edda Miller e Andrew W. Marlowe

### Trama
Beckett, in seguito alla scoperta del cadavere di un ladro (il quale risulta essere stato ucciso subito dopo avere commesso un furto presso l'abitazione della vedova del capitano Montgomery), avvia nuove indagini ufficiose in merito all'omicidio della madre, usufruendo comunque della collaborazione dei colleghi e di Castle. Man mano che le indagini proseguono mentre Beckett riceve il totale supporto di Esposito e si rifiuta categoricamente di lasciare il caso, Castle e Ryan sono sempre più preoccupati per le sorti della loro amica e collega poiché convinti di star andando incontro a qualcosa di molto più grande e ingestibile di loro. Dopo una lunga riflessione Castle, tuttavia, le rivela – non senza difficoltà – di averle nascosto volutamente l'invio, da parte del defunto capitano Montgomery, di alcuni documenti a una persona fidata (la quale risulta essere in contatto con Castle), con l'obiettivo di difendere Beckett e salvarne la vita. È stato proprio l'originale di quei documenti a essere stato trafugato dal ladro. La condizione posta dal custode dei documenti è l'interruzione delle indagini da parte di Beckett: Castle la invita quindi a non occuparsi più del caso per salvaguardare la sua stessa incolumità. Beckett risulta ovviamente contrariata dalla scoperta (Castle le avrebbe tenuto nascosto l'accordo per quasi un anno, mentre lei cercava nuovi spunti per indagare sull'assassinio di sua madre), e si rifiuta di interrompere l'indagine. Castle reagisce alle rimostranze e all'ostinazione di Beckett con orgoglio e passione, dichiarandole inoltre, commosso, il suo amore. Fa intendere di essere anche ferito dal fatto che Kate da molto tempo sapesse che Castle l'amava e non glielo ha mai detto. Afferma poi, stanco e disilluso, di volersene uscire dalle vicende di Beckett: si allontana dall'appartamento di Kate e si sposta ad ascoltare Alexis impegnata nel suo discorso di diploma, discorso che ha un tema significativo e casualmente calzante per la travagliata relazione tra Castle e Beckett. Quest'ultima, sulle tracce di colui il quale le aveva sparato un anno prima, lo trova, ma, dopo una violenta lotta, rischia di cadere dal tetto di un palazzo. Prima di essere soccorsa e salvata da Ryan e venire sospesa dal servizio dal capo Gates, si scopre ormai perfettamente consapevole dei propri sentimenti e del suo desiderio. Raggiunge quindi Castle a casa sua, dopo che egli è rincasato, mentre Alexis è rimasta alla festa di diploma e sua madre è fuori casa. Castle, nell'accoglierla, assume un atteggiamento freddo e rancoroso. Tuttavia, dopo pochi secondi, i due protagonisti si lasciano andare a una lunga sequenza di baci passionali abbandonandosi ai sentimenti repressi per tanto tempo. Intanto l'avvocato Michael Smith, viene raggiunto nel suo appartamento dal cecchino, pronto a torturarlo per farsi dire dove sono stati nascosti i preziosi documenti.
- Guest star: Tahmoh Penikett, Geoff Pierson
- Ascolti Stati Uniti d'America: 12 360 000 spettatori[23]